# Namibornis herero
Chasco-herero ou chasco-dos-hereros (Namibornis herero) é uma espécie de ave da família Muscicapidae. É a única espécie do género Namibornis.
Pode ser encontrada nos seguintes países: Angola e Namíbia.
Os seus habitats naturais são: matagal árido tropical ou subtropical.